# About Dry Grasses
Sobre la hierba seca (título original en turco: Kuru Otlar Üstüne; en francés: Les Herbes sèches) es una película turca-franco-alemana de 2023 dirigida por Nuri Bilge Ceylan y coescrita por Ceylan, Ebru Ceylan y Akın Aksu. Protagonizada por Deniz Celiloğlu, Merve Dizdar y Musab Ekici.
Se estrenó en la sección oficial del Festival Internacional de Cine de Cannes de 2023. Fue seleccionada como la candidata turca a la mejor película internacional en los Premios Óscar 2024.

## Sinopsis
"La película sigue a Samet, un joven profesor que está terminando su cuarto año de servicio obligatorio en un pueblo remoto de Anatolia, mientras espera ser asignado a Estambul. Cuando él y su colega Kenan son acusados de acoso por dos estudiantes, pierde toda esperanza de escapar de la sombría vida en la que parece estar atrapado. Pero su encuentro con Nuray, ella misma maestra, puede ayudarlo a superar su angustia".

## Producción
About Dry Grasses es el noveno largometraje de Ceylan y el décimo en general. Coescribió el guion con su esposa Ebru Ceylan y Akın Aksu; también coescribieron la película anterior de Ceylan, The Wild Pear Tree (2018). El guion tardó alrededor de dos años en completarse y el rodaje comenzó en marzo de 2021 en Erzurum ; También se filmaron tomas de la naturaleza en Adıyaman. Kürşat Üresin y Cehavir Şahin fueron los directores de fotografía de la película. About Dry Grasses recibió una financiación de 470 000 € del fondo Eurimages del Consejo Europeo, además de 2 millones de ₺ del Ministerio de Cultura y Turismo de Turquía. La película fue producida por ARTE Francia y TRT.